# DRD4
 (février 2024).
La mise en forme du texte ne suit pas les recommandations de Wikipédia : il faut le « wikifier ».
Les points d'amélioration suivants sont les cas les plus fréquents. Le détail des points à revoir est peut-être précisé sur la page de discussion.
- Les titres sont pré-formatés par le logiciel. Ils ne sont ni en capitales, ni en gras.
- Le texte ne doit pas être écrit en capitales (les noms de famille non plus), ni en gras, ni en italique, ni en « petit »…
- Le gras n'est utilisé que pour surligner le titre de l'article dans l'introduction, une seule fois.
- L'italique est rarement utilisé : mots en langue étrangère, titres d'œuvres, noms de bateaux, etc.
- Les citations ne sont pas en italique mais en corps de texte normal. Elles sont entourées par des guillemets français : « et ».
- Les listes à puces sont à éviter, des paragraphes rédigés étant largement préférés. Les tableaux sont à réserver à la présentation de données structurées (résultats, etc.).
- Les appels de note de bas de page (petits chiffres en exposant, introduits par l'outil «  Source ») sont à placer entre la fin de phrase et le point final[comme ça].
- Les liens internes (vers d'autres articles de Wikipédia) sont à choisir avec parcimonie. Créez des liens vers des articles approfondissant le sujet. Les termes génériques sans rapport avec le sujet sont à éviter, ainsi que les répétitions de liens vers un même terme.
- Les liens externes sont à placer uniquement dans une section « Liens externes », à la fin de l'article. Ces liens sont à choisir avec parcimonie suivant les règles définies. Si un lien sert de source à l'article, son insertion dans le texte est à faire par les notes de bas de page.
- La présentation des références doit suivre les conventions bibliographiques. Il est recommandé d'utiliser les modèles {{Ouvrage}}, {{Chapitre}}, {{Article}}, {{Lien web}} et/ou {{Bibliographie}}. Le mode d'édition visuel peut mettre en forme automatiquement les références.
- Insérer une infobox (cadre d'informations à droite) n'est pas obligatoire pour parachever la mise en page.

Pour une aide détaillée, merci de consulter Aide:Wikification.
Si vous pensez que ces points ont été résolus, vous pouvez retirer ce bandeau et améliorer la mise en forme d'un autre article.

Le récepteur de la dopamine D4 est un récepteur couplé à la protéine G de type D2 de la dopamine codé par le gène sur le chromosome 11 en 11p15.5.
La structure de DRD4 a été récemment rapportée en complexe avec le médicament antipsychotique némonapride.
Comme pour les autres sous-types de récepteurs de la dopamine, le récepteur D4 est activé par le neurotransmetteur dopamine. Elle est liée à de nombreuses affections neurologiques et psychiatriques, notamment la schizophrénie et le trouble bipolaire, le TDAH,, les comportements addictifs, la maladie de Parkinson, et les troubles de l'alimentation tels que l'anorexie mentale. Une faible association a été établie entre DRD4 et le trouble de la personnalité limite.
C'est également une cible pour les médicaments qui traitent la schizophrénie et la maladie de Parkinson. Le récepteur D4 est considéré comme un récepteur ressemblant un de type D2  dans lequel le récepteur activé inhibe l'enzyme adénylate cyclase, réduisant ainsi la concentration intracellulaire du deuxième messager AMP cyclique.

## La génétique
La protéine humaine est codée par le DRD4 sur le chromosome 11 situé en 11p15.5.
Il existe de légères variations ( mutations / polymorphismes ) dans le gène humain :
- Un VNTR de 48 paires de bases dans l'exon 3
- C-521T dans le promoteur
- Suppression de 13 paires de bases des bases 235 à 247 dans l'exon 1
- 12 paires de bases répétées dans l'exon 1 [13]
- Val194Gly
- Une duplication tandem polymorphe de 48 pb[14]

Les mutations de ce gène ont été associées à divers phénotypes comportementaux, notamment le dysfonctionnement du système nerveux autonome, le trouble déficitaire de l'attention/hyperactivité la schizophrénie et le trait de personnalité de recherche de nouveauté.

### VNTR à 48 paires de bases
La répétition en tandem à nombre variable (VNTR) de 48 paires de bases dans l'exon 3 va de 2 à 11 répétitions. La dopamine est plus puissante au niveau du récepteur D4 avec 2 répétitions alléliques ou 7 répétitions alléliques que la variante avec 4 répétitions alléliques.
DRD4-7R, la variante à 7 répétitions (7R) de DRD4 (polymorphisme DRD4 à 7 répétitions), a été associée à une susceptibilité au développement d'un TDAH dans plusieurs méta-analyses et d'autres traits et troubles psychologiques,. Les adultes et les enfants atteints du polymorphisme DRD4 à 7 répétitions présentent des variations dans les oscillations gamma évoquées auditivement, qui peuvent être liées au traitement de l'attention,.
La fréquence des allèles varie considérablement d'une population à l'autre ; par exemple, la version à 7 répétitions a une incidence élevée en Amérique et faible en Asie. Les versions « longues » des polymorphismes sont les allèles comportant 6 à 10 répétitions. Le 7R semble réagir moins fortement aux molécules de dopamine.
Le VNTR de 48 paires de bases a fait l'objet de nombreuses spéculations sur son évolution et son rôle dans les comportements humains d'un point de vue interculturel. L'allèle 7R semble avoir été sélectionné il y a environ 40 000 ans. En 1999, Chen et ses collègues ont observé que les populations qui ont migré plus loin au cours des 30 000 à 1 000 dernières années avaient une fréquence plus élevée d'allèles 7R/long. Ils ont également montré que les populations nomades présentaient des fréquences d’allèles 7R plus élevées que les populations sédentaires. Plus récemment, il a été observé que l’état de santé des hommes nomades Ariaal était meilleur s’ils possédaient des allèles 7R. Cependant, chez les Ariaal récemment sédentaires (non nomades), les allèles 7R semblaient avoir une santé légèrement détériorée.

## Recherche de nouveauté
Malgré les premiers résultats d'une association entre le VNTR DRD4 48 pb et la recherche de nouveauté (une caractéristique normale des personnes exploratrices et excitables),, une méta-analyse de 2008 a comparé 36 études publiées sur la recherche de nouveauté et le polymorphisme et n'a trouvé aucun effet. Les résultats concordent avec le fait que le comportement de recherche de nouveauté est un trait complexe associé à de nombreux gènes et que la variance attribuable à DRD4 en elle-même est très faible. La méta-analyse de 11 études a révélé qu'un autre polymorphisme du gène, le -521C/T, montrait une association avec la recherche de nouveauté. Bien que les résultats humains ne soient pas solides, la recherche sur les animaux a suggéré des associations plus fortes,,,,, et de nouvelles preuves suggèrent que l'empiétement humain peut exercer une pression de sélection en faveur des variantes DRD4 associées à recherche de nouveauté.

## Cognition
Plusieurs études ont montré que les agonistes qui activent le récepteur D4 augmentent les performances de la mémoire de travail et l'acquisition de la peur chez les singes et les rongeurs selon une courbe dose-réponse en forme de U,,. Cependant, les antagonistes du récepteur D4 inversent les déficits de mémoire de travail induits par le stress ou les médicaments,. Les oscillations gamma, qui peuvent être corrélées au traitement cognitif, peuvent être augmentées par les agonistes du D4R, mais ne sont pas significativement réduites par les antagonistes du D4R,,.

## Développement cognitif
Plusieurs études ont suggéré que le rôle parental pourrait affecter le développement cognitif des enfants porteurs de l'allèle à 7 répétitions de DRD4. Les enfants ayant une parentalité de moins bonne qualité étaient plus impulsifs et recherchaient des sensations que ceux ayant une parentalité de meilleure qualité. Une parentalité de meilleure qualité était associée à un meilleur contrôle exécutif chez les enfants de 4 ans.

## Ligands

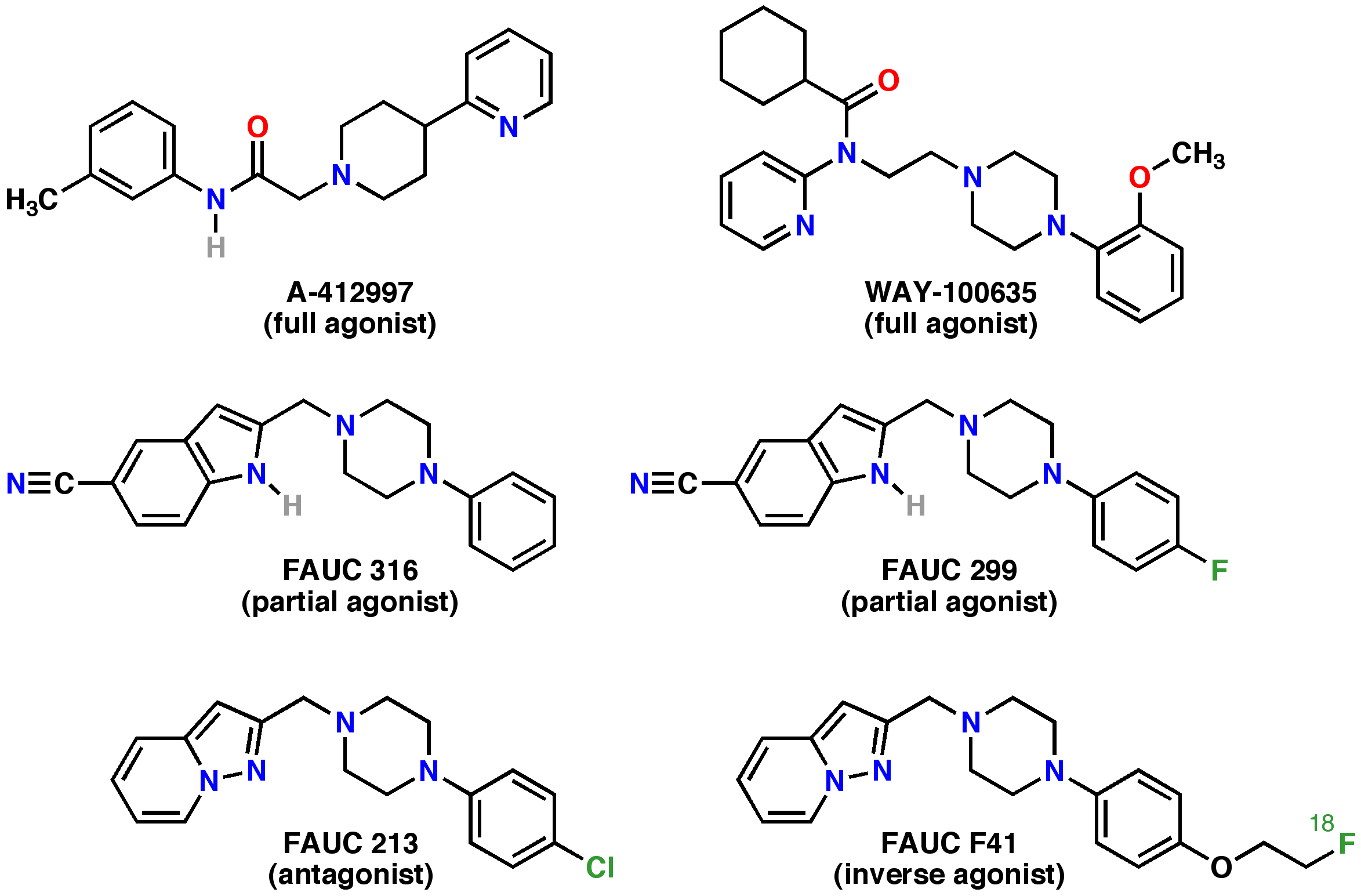
Structures chimiques de ligands représentatifs préférant le D4.

### Agonistes
- WAY-100635 : agoniste complet puissant, avec composant antagoniste 5-HT 1A[43]
- A-412,997 : agoniste complet, > 100 fois sélectif sur un panel de soixante-dix récepteurs et canaux ioniques différents[44]
- ABT-724 - développé pour le traitement de la dysfonction érectile[45]
- ABT-670 - meilleure biodisponibilité orale que l'ABT-724 [46]
- FAUC 316 : agoniste partiel, > 8 600 fois sélectif par rapport aux autres sous-types de récepteurs de la dopamine[47]
- FAUC 299 : agoniste partiel[47]
- F-15063 : antipsychotique avec agonisme partiel D4
- ( E )-1-aryl-3-(4-pyridinepipérazin-1-yl)propanone oximes[48]
- PIP3EA : agoniste partiel[49]
- Flibansérine - agoniste partiel
- PD-168 077 - D 4 sélectif mais se lie également à α1A, α2C et 5HT 1A
- CP-226 269 - D 4 sélectif mais se lie également à D 2, D 3, α2A, α2C et 5HT 1A
- Ro10-5824 – agoniste partiel
- Roxindole – D 4 sélectif mais aussi agoniste des autorécepteurs D 2 et D 3, agoniste des récepteurs 5HT 1A, inhibiteur de la recapture de la sérotonine )
- Apomorphine – D 4 sélectif mais aussi agoniste D 2 et D 3, antagoniste faible α- adrénergique et sérotoninergique
- Nuciférine - Agoniste D 4 entièrement sélectif mais également partiel D 2 et D 5

### Antagonistes
- A-381393 : antagoniste sélectif de sous-type puissant (> 2 700 fois)[50]
- FAUC213 [51]
- L-745 870 [52],[53]
- L-750 667 [54]
- ML-398 [55]
- S 18126 - également affinité σ1[56]
- Fanansérine – antagoniste mixte 5-HT 2A /D 4
- Olanzapine, un antipsychotique atypique
- La buspirone, un anxiolytique

### Agonistes inverses
- FAUC F41 : agoniste inverse, sélectivité de sous-type de plus de 3 ordres de grandeur sur D 2 et D 3[51],[57]

## Dans la culture populaire
Le roman policier de 2020 de Michael Connelly, Fair Warning  (ISBN 978-0-316-53942-5), tourne autour d'un tueur en série qui utilise des profils ADN obtenus sur le Dark Web pour cibler les victimes féminines, en particulier celles dont les profils DRD4 les rendraient plus vulnérables. à la prise de risque et à la promiscuité sexuelle.

## Voir également
- Hypothèse dopaminergique de la psychose